# Phan Kim Khánh
Phan Kim Khánh (sinh năm 1993) là một sinh viên và blogger người Việt Nam đến từ tỉnh Phú Thọ, Việt Nam. Anh đã bị bắt với tội danh "tuyên truyền chống Nhà nước" theo Điều 88 của Bộ luật Hình sự. Khánh đã bị kết án 6 năm tù và 4 năm quản thúc tại gia.

## Bối cảnh
Năm 2017, Phan Kim Khánh là sinh viên khoa Quan hệ quốc tế trường Đại học Thái Nguyên. Khánh sau đó đã thành lập một câu lạc bộ sinh viên để tạo điều kiện thuận lợi cho công tác tình nguyện cũng như tích cực hoạt động trong Hội sinh viên của trường. Anh còn từng đảm nhiệm vị trí trưởng phòng marketing cho công ty phần mềm OtVina Software Co. Ngoài ra, Khánh còn thường xuyên viết các bài đăng trên blog và YouTube cá nhân về vấn đề chính trị và tham nhũng.

## Kết án và bắt giữ
Ngày 21 tháng 3 năm 2017, Phan Kim Khánh đã bị bắt giữ sau khi sáng lập và điều hành hai blog vào năm 2015 với tên gọi "Báo Tham Nhũng" và "Tuần Việt Nam". Sau đó, chính quyền địa phương cũng đã phát hiện việc anh hỗ trợ quản lý một số tài khoản và trang mạng xã hội cấu thành tội danh "tuyên truyền chống Nhà nước Cộng hòa Xã hội Chủ nghĩa Việt Nam".
Khánh đã bị biệt giam trong hầu hết thời gian tạm giam trước khi xét xử, kéo dài bảy tháng. Đến ngày 25 tháng 10 năm 2017, Khánh bị đưa ra xét xử tại Tòa án nhân dân tỉnh Thái Nguyên. Sau phiên tòa kéo dài bốn giờ, anh đã bị kết tội tuyên truyền chống Nhà nước, theo điều 88 của Bộ luật Hình sự. Anh đã bị kết án 6 năm tù và 4 năm quản thúc tại gia. Phan Kim Khánh bị biệt giam vì tội "chống lại chính quyền" và "từ chối làm việc" vào tháng 1 năm 2020. Đến ngày 21 tháng 3 năm 2023, anh đã được trả tự do sau 6 năm tù. Theo phỏng vấn trên BBC News, anh chia sẻ bản thân đã đọc 600 quyển sách trong khoảng thời gian ở tù. Tuy nhiên, sau khi mãn hạn tù, anh vẫn còn 4 năm chịu quản thúc.

## Phản ứng
Vào tháng 10 năm 2017, Tổ chức Theo dõi Nhân quyền đã kêu gọi Việt Nam hủy bỏ mọi cáo buộc đối với Phan Kim Khánh. Đại diện châu Á của Tổ chức này, Brady Adams đã nói, "Tội ác duy nhất mà Phan Kim Khánh phạm phải là bày tỏ quan điểm chính trị không được nhà cầm quyền chấp nhận. Sinh viên nên được khuyến khích viết về các vấn đề xã hội và chính trị chứ không phải bị trừng phạt. Các nhà tài trợ và đối tác thương mại quốc tế cần tăng cường áp lực đối với các nhà lãnh đạo [Việt Nam] để sớm cải thiện về vấn đề nhân quyền mà Hội nghị cấp cao APEC là thời điểm tốt để bắt đầu". Cùng thời điểm đó, James Tager, Giám đốc cấp cao các Chương trình Tự do Biểu đạt PEN America đã đưa ra tuyên bố về việc, "Blog không phải là một tội ác mặc dù Việt Nam đã nhiều lần nỗ lực xử lý nó như một tội ác. Phan Kim Khánh cần được trả tự do ngay lập tức và chính phủ Việt Nam nên công nhận Điều 88 hoàn toàn không phù hợp với các bảo đảm quốc tế về quyền tự do biểu đạt".
Vào tháng 3 năm 2019, tổ chức phi lợi nhuận tập trung vào các vấn đề nhân quyền Freedom Now đã đệ trình một báo cáo chi tiết về vụ việc lên Văn phòng Cao ủy Nhân quyền Liên Hợp Quốc. Báo cáo này đã được đưa ra trước khi cơ chế rà soát định kỳ phổ quát của Việt Nam do Liên Hợp Quốc tiến hành vào tháng 1 năm 2019. Đến tháng 9 năm 2019, Freedom Now và công ty luật quốc tế Dechert LLP đã thay mặt Phan Kim Khánh gửi đơn thỉnh cầu lên Nhóm công tác Liên Hợp Quốc về giam giữ tùy tiện. Tháng 5 năm 2020, Nhóm công tác đã xác định việc giam giữ anh là tùy tiện và vi phạm luật pháp quốc tế. Vào cuối năm 2020, Bộ Công an Việt Nam, cơ quan giám sát hệ thống nhà tù của nước này, đã không trả lời các yêu cầu gửi qua mail của Ủy ban bảo vệ các nhà báo về việc bình luận liên quan sức khỏe, tình trạng trong tù và các cáo buộc ngược đãi Khánh.

## Giải thưởng
Vào năm 2020, anh đã được tổ chức Việt Tân trao tặng Giải thưởng nhân quyền Lê Đình Lượng.